# 요한 니콜라우스 폰 혼트하임

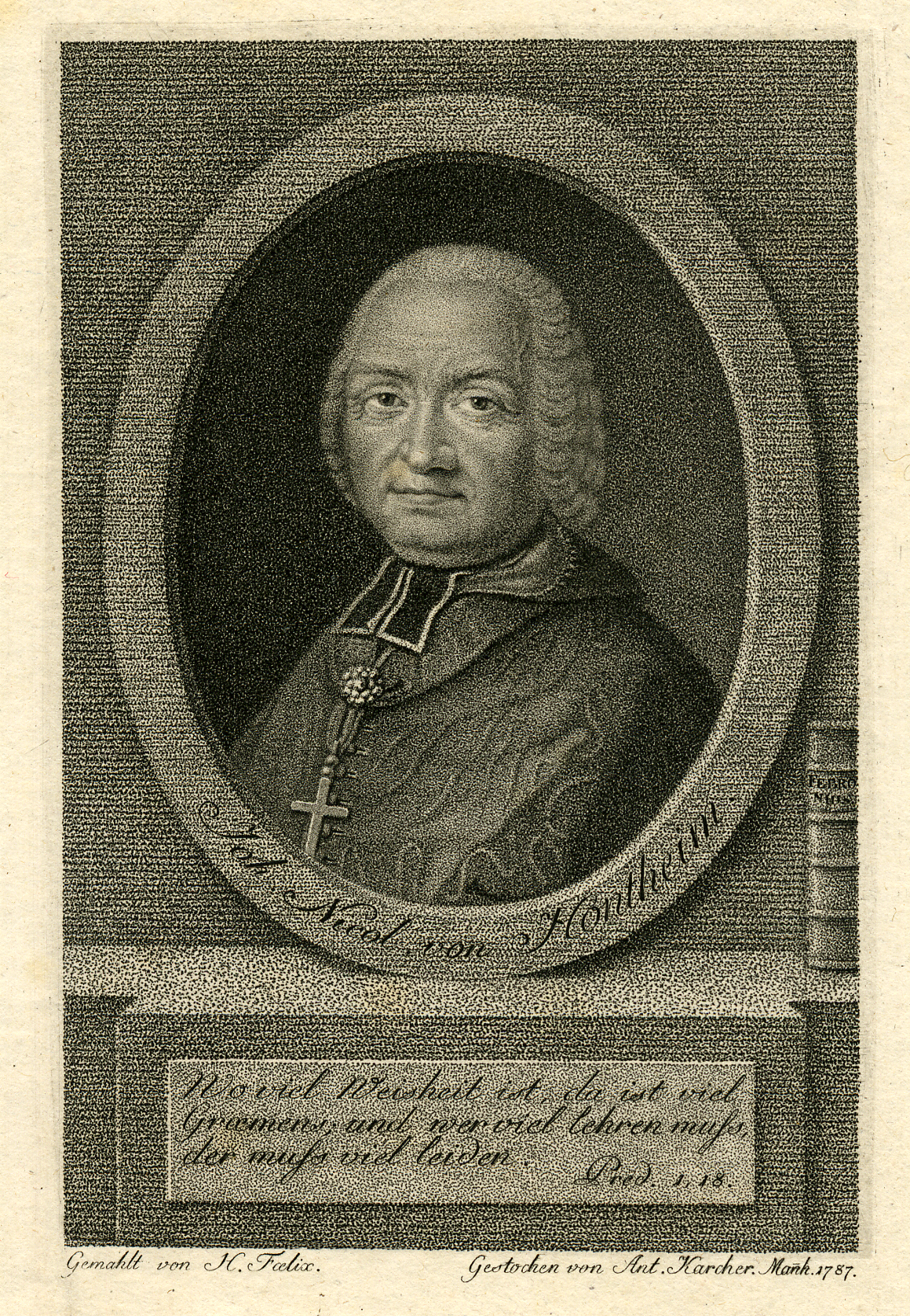
페브로니우스

요한 니콜라우스 폰 혼트하임(Johann Nikolaus von Hontheim, 1701년 1월 27일 ~ 1790년 9월 2일)은 독일의 사제이자 트리어의 보좌 주교, 그리고 역사가이자 신학자였다. 그는 1763년 저서 《교회와 로마 교황의 합법적 권력에 대하여》(라틴어: De statu ecclesiae et legitima potestate Romani Pontificis)를 집필할 때 사용한 필명인 페브로니우스(Febronius)로 잘 알려져 있으며, 그의 저서명은 후에 페브로니아주의(Febronianism)라는 용어를 탄생시켰다.

## 전기
혼트하임은 트리어에서 태어났고, 여러 세대에 걸쳐 트리어 선제후국의 법정과 정부와 연관되어 온 귀족 가문에 속해 있었다. 그의 아버지인 카스파르 폰 혼트하임은 선제후국의 총독이었다. 12살 때, 외삼촌인 후고 프레데릭 폰 아네탄(당시에는 트리어의 로마 포르타 니그라에 있었음)은 어린 혼트하임에게 성 시메온 대학 교회의 사제직을 맡겼고, 1713년 5월 13일에 삭발식을 받았다. 그는 트리어의 예수회에서 교육을 받았고, 트리어, 루뱅, 라이덴 대학에서 수학했으며, 1724년에 트리어에서 법학 박사 학위를 받았다. 루뱅 교수인 제거르 베른하르트 반 에스펜의 작품과 그의 갈리아 교리는 혼트하임에 큰 영향을 미쳤다.
그 후 몇 년 동안 혼트하임은 유럽 여러 나라를 여행하며 로마의 독일 대학에서 얼마간의 시간을 보냈다. 1728년에 그는 사제로 서품되었고 1732년에 공식적으로 성 시메온 수도회에 가입하여 트리어 대학교의 판데크텐 교수가 되었다.
1738년에 그는 선제후에 의해 코블렌츠로 공식 파견되었고, 그곳에서 그는 그 도시의 대학원 관리 및 원장으로서의 임무를 수행했다. 그 자격으로 그는 로마 교황청이 제국의 내정에 미치는 영향력을 연구할 수 있는 많은 기회를 얻었는데, 특히 혼트하임은 황제 샤를 7세와 프랑수아 1세의 선거에 앞선 협상에서 선거 대사의 보좌관으로 참여했다. 이런 교황 특사로의 경험과 선거인단의 업무를 통해 혼트하임은 교황의 개입의 기초에 대한 비판적 검토가 필요하다는 것을 처음으로 깨달은 것으로 보인다. 그는 나중에 이런 결과를 페브로니우스라는 가명으로 세상에 발표했다.
1747년, 과로로 지친 그는 공무원직을 사임하고 세인트 시메온으로 은퇴했으며, 이듬해 그곳의 학장으로 선출되었다. 1748년 5월, 그는 대주교 선제후 프란츠 게오르크 폰 쇤보른에 의해 보좌 주교로 임명되었고, 1749년 2월 마인츠에서 미리오피리 명의주교(in partibus infidelium)로서 주교 서품을 받았다. 혼트하임은 보좌 주교이자 총대리인으로서 교구의 모든 영적 행정을 맡았다. 대학 총장의 업무 외에도 그는 1778년 장마리 퀴쇼 데르뱅이 그의 보좌 주교로 임명될 때까지 혼자서 이 업무를 수행했다. 1779년 4월 21일, 그는 노령을 이유로 세인트 시메온 교구의 교구장직을 사임했다.
그는 키가 작았지만 활력이 넘치고 근면하고 독실하며 관대한 사람이었다. 1790년 9월 2일, 그가 매입했던 오르발 근처 몽캥탱 성에서 사망했다. 그의 시신은 처음에는 성 시메온 교회에 안장되었으나, 프랑스 혁명 전쟁 중 교회가 파괴되어 복구되지 못했고, 1803년 혼트하임의 유해는 성 게르바시우스 교회로 옮겨졌다.

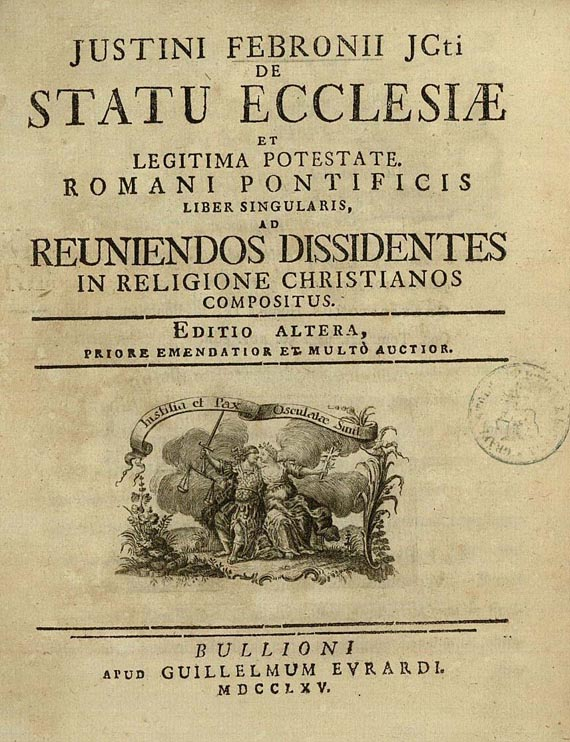
페브로니우스의 논문 De Statu Ecclesiae

## 역사가
역사가로서 혼트하임의 명성은 트리어 역사에 기여한 데서 비롯되었다. 코블렌츠에서 공무원으로 활동하는 동안 그는 틈을 내어 방대한 양의 인쇄본과 원고 자료를 수집했고, 나중에 이를 트리어의 역사에 관한 세 권의 작품으로 구체화했다. 그의 저서 중 《트리어 외교사 및 실용사》(라틴어: Historia Trevirensis diplomatica et pragmatica)는 1750년에 3권짜리 폴리오판으로 출판되었고, 《트리어 역사 서설》(라틴어: Prodromus historiae Trevirensis)은 1757년에 2권으로 출간되었다. 이 저작들은 트리어의 역사와 헌법에 대한 내용을 담고 있을 뿐만 아니라, 수많은 문서와 인용된 자료들을 제시하고 있다. 세 번째 저서인 《트리어 문헌 및 기념물 종합》(라틴어: Historiae scriptorum et monumentarum Trevirensis omptissima collectio)은 현재 트리어 시립 도서관에 필사본 형태로 남아있다. 이 책들은 매우 불리한 환경 속에서도 방대한 자료를 대조하고 선별하는 엄청난 노력을 통해 완성되었으며, 혼트하임에게 근대 역사 방법론의 선구자라는 명성을 안겨주었다.
하지만 혼트하임은 무엇보다도 페브로니우스(Febronius)라는 필명으로 가장 잘 기억된다. 1763년에 그가 저술한 논문 《교회와 로마 교황의 합법적 권력에 대하여》(라틴어: De statu ecclesiae et legitima potestate Romani Pontificis)는 "독일에서 교황 절대주의에 반대하는 주장을 가장 선도적으로 표명"한 것으로 평가받는다. 이 책의 저자가 출판 직후 로마에 알려졌지만, 그에게 철회를 요구한 것은 몇 년 뒤인 1778년이 되어서였다. 파문 위협과 친척들의 관직 상실이라는 압박에 직면한 혼트하임은 많은 망설임과 서신 교환 끝에 로마에서 만족할 만하다고 인정한 제출서에 서명했다. 이후 혼트하임이 자신의 제출이 자유의지에 따른 것임을 증명한다고 주장하는 책을 프랑크푸르트에서 출판하자(《유스티누스 페브로니우스의 철회에 대한 주석》, 라틴어: Justini Febronii acti commentarius in suam retractationem, etc.), 파문 조치는 철회되었다(1781년). 그러나 이 책은 가장 민감한 쟁점들을 신중하게 회피했으며, 실제 그의 서신들이 증명하듯이 혼트하임이 본질적으로 자신의 견해를 바꾸지 않았음을 보여주었다.

## 노트
1. ↑  Van Hove, Alphonse. "Johannes Nicolaus von Hontheim", The Catholic Encyclopedia vol. 7. New York: Robert Appleton Company, 1910. December 27, 2019 이 문서는 퍼블릭 도메인 출처의 본문을 포함합니다.
2. 1 2 3 4 5  Chisholm 1911.
3. ↑  Van Hove, Alphonse. "Johannes Nicolaus von Hontheim", The Catholic Encyclopedia vol. 7. New York: Robert Appleton Company, 1910. December 27, 2019 이 문서는 퍼블릭 도메인 출처의 본문을 포함합니다.
4. ↑  Hajo Holborn, A History of Modern Germany: 1648-1840 (Princeton U. Press 1982) 223.

## 참고문헌
- 본 문서에는 현재 퍼블릭 도메인에 속한 브리태니커 백과사전 제11판의 내용을 기초로 작성된 내용이 포함되어 있습니다. This work in turn cites:
  - Otto Mejer, Febronius, Weihbischof Johann Nikolaus von Hontheim und sein Widerruf (Tübingen, 1880) with many original letters
  - Franz Xaver Kraus (1881), 〈Hontheim, Johann Nikolaus von〉, 《Allgemeine Deutsche Biographie》 (독일어) 13, Leipzig: Duncker & Humblot, 83–94쪽 (with numerous references).